# Adolf Innerkofler

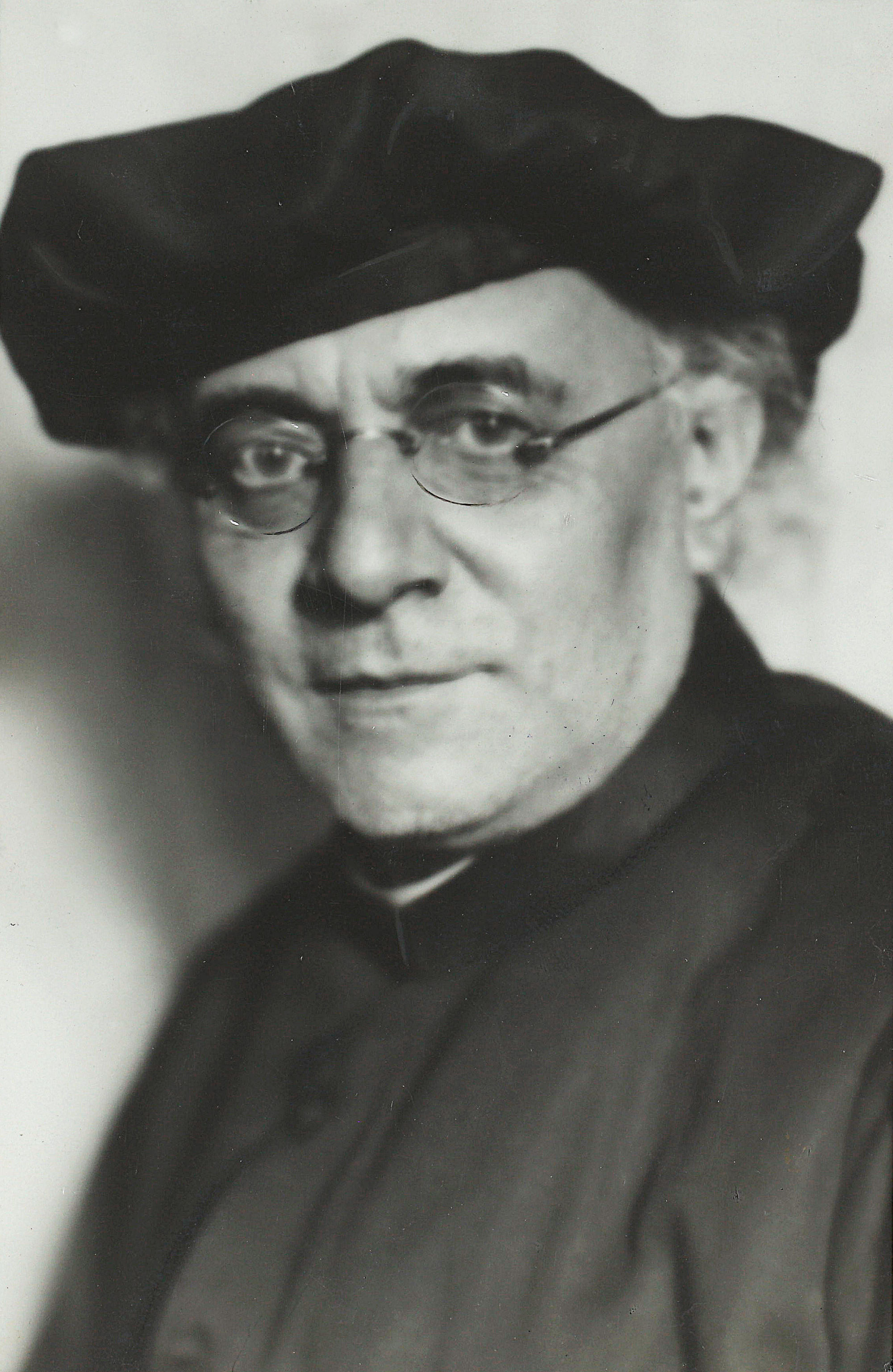
Adolf Innerkofler in den 1930er-Jahren, Foto von Max Fenichel

Adolf Innerkofler CsSR (* 18. Dezember 1872 in Sexten, Südtirol; † 9. Oktober 1942 in Wien) war ein römisch-katholischer Geistlicher und Schriftsteller.

## Leben
Innerkofler besuchte die von den Franziskanern geleitete Schule in Innichen. 1892 trat er der Ordensgemeinschaft der Redemptoristen bei. 1896 erfolgte seine Priesterweihe. Innerkofler wurde Lehrer an den Ordensschulen in Katzelsdorf und Mautern, war Missionsprediger im In- und Ausland und wurde schließlich Seelsorger in Kirchschlag, Mariabrunn und ab 1911 in Wien. In Wien lernte er Richard Kralik kennen, dessen Gralsbund er sich anschloss. Wie dieser setzte er sich für eine Erneuerung des Volksschauspiels ein. Innerkofler betätigte sich als volkstümlicher Erzähler und Dramatiker. Des Weiteren reorganisierte er die Erler Passionsspiele und schrieb religiöse Erzählungen, Biographien und Romane.
Seit 1906 war er Mitglied der katholischen Studentenverbindung KÖHV Nordgau Wien. Er war spätestens 1928 Obmann des Andreas Hofer-Bundes in Wien; über Jahrzehnte hinweg engagierte er sich politisch für die Anliegen der Deutschsprachigen Südtirols. Während des Ständestaates war Innerkofler eng mit der Regierung verbunden, da seine Heimattreue und die von ihm vertretenen katholischen Werte gut zum Parteiprogramm passten. In einer Bildbeilage von 1936, der Salzburger Österreichischen Woche beigelegt, wird er anlässlich seines 40-jährigen Priesterjubiläums abgebildet.
Er stand in enger Verbindung mit dem Großstadtseelsorger Anton Maria Schwarz und starb während eines Aufenthaltes bei den Kalasantinern in Wien.

## Werke (chronologisch gegliedert)
- Richard von Kralik: ein Beitrag zur neuesten deutschen Poetik. Baden-Baden: Weber, 1904.
- Eine edle junge Seele: für die studierende Seele. Wien: Austria, 1909.
- Klemens-Hofbauer-Kalender. Innsbruck: Kinderfreund-Anstalt, 1909.
- Unseres Herrn Leiden und Sterben: Passions-Spiel von Erl bei Kufstein (Tirol). Erl: Passionsspiel-Gesellschaft, 1909.
- Der hl. Klemens Maria Hofbauer: ein österreichischer Reformator und der vorzüglichste Verbreiter der Redemptoristenkongregation. Regensburg: Friedrich Pustet, 1913.
- Eine große Tochter Maria Theresias: Erzherzogin Marianna in ihrem Hauptmonument, dem Elisabethinen-Kloster zu Klagenfurt; Jubelgabe [...]. Innsbruck: Verlag der Vereinsbuchhandlung, 1910.
- Richard von Kralik: eine Studie. Wien: Kirsch, 1912.
- Adolf Innerkofler: Führer der Südtiroler Deutschen. 1918.
- Der Sänger des Heliand oder Siegmund und Sieglinde: eine Mär aus alten deutschen Tagen. Regensburg: Habbel, 1919.
- Die Brüder von Kirchschlag: eine romantische Mär aus Sagen der „Buckligen Welt“. 2 Bde. Regensburg: Habbel, 1919.
- Ein Opfer des Beichtstuhles: (P. Andreas Faulhaber); nach geschichtlichen Urkunden dem Volke erzählt. Klagenfurt: Verlag der St.-Josef-Bücherbruderschaft, 1919.
- Der heilige Klemens Maria Hofbauer Patron der Stadt Wien. Oratorium ... Musik von Stefan Wilfling. Text aus Entwürfen des ... Wilfling. Zsgst. von P. Adolf Innerkofler. Wien: Selbstverlag, 1923.
- Ein Leiden-Christispiel zu Ehren des Allerheiligsten Altarssakramentes. Wien: Vogelsang-Verlag, 1923.
- Wie Deutsch-Südtirol von den Italienern behandelt wird: authentische Informationen. Langenlois: Selbstverlag, Druck bei Max Wetecamp, 1924.
- Sepp Innerkofler, der Bergführer und Heldenstandschütz. Lienz 1925.
- Ein Festspiel zu Ehren des hl. Franziskus. Wien, 1926.
- Julius der Martyrerknabe zu St. Michael in Wien: Volkserzählung. Mödling: St. Gabriel, 1928.
- Andenken an Mariabrunn. Wien: Selbstverlag, 1929.
- Das unzufriedene Christkind: ein Weihnachtsspiel [in 3 Akten]. Salzburg: St. Petrus Claver-Sodalität, 1929.
- Der Diener Gottes Mechithar von Sebaste: Stifter der Mechitharisten (der armenischen Benediktiner) und Kulturapostel des armenischen Volkes. Wien: Druck und Verlag der Mechitharisten-Kongregation, 1929.
- Der selige Don Bosco: sein Werk und seine Söhne und Töchter. München: Salesianer, 1929.
- Des heiligen Thomas von Aquin drei goldene Büchlein über das Allerheiligste. Paderborn: Ferdinand Schöningh, 1929.
- Pater General Anton Maria Schwartz und sein Grab. Wien: Kalasantiner-Kongregation, ca. 1930.
- Das Büchlein vom hl. Nikolaus. Wien: Österreichischer Bundesverlag, 1931.
- Der Mutter Freuden- und Leidensweg: Ein marianisches Hausbuch in Wort und Bild. Rankweil: Matt, 1931.
- Pater General Anton Maria Schwartz: eine Skizze. Wien: Kalasantiner-Verlag, 1931.
- Andreas-Hofer Kalender. Wien: Alexander Nowotny, 1932.
- Der erschlagene Heilige zu St. Barbara in der Postgasse: griechisch-katholischer Erzbischof und Martyrer Josaphat Kunzewytsch. Wien: St.-Josaphat-Verein, 1933.
- Der gute Wilhelm Janauschek C.Ss.R., ein Nothelfer in der Gegenwart: Skizze. Wien: St.-Klemens-Hofbauer-Komitee, 1933.
- Drei Wiener Priester, dahingeschieden im Ruf der Heiligkeit: kurze Lebensbilder. Wien: Verlag der „Fahne Mariens“, 1934.
- Der gute P. Wilhelm Janauschek, C.Ss.R., ein Nothelfer in der Gegenwart: Skizze. Wien: St.-Klemens-Hofbauer-Komitee, 1935, 1956.
- Der Ehrwürdige Diener Gottes Bischof Franz Josef Rudigier, der große Verehrer Mariens.
- Maria und das Reh von Mariabrunn: Roman aus dem marianischen Wallfahrtsort bei Wien Atzgersdorf [u. a.]: Klemens-Hofbauer-Druckerei und Verlag, 1937.
- Der Lutheranerbaum von Kirchschlag: Geschichte einer deutschen Bauernsiedlung; Erzählung aus den Bauernkriegen und Kuruzzeneinfällen nach alten Sagen, Sängen und Volksbräuchen in der „Buckligen Welt“. Wien-Atzgersdorf: Klemens-Hofbauer-Druckerei und Verlag, 1938.
- Der österreichische Kaffeezoll: zwei Wochen Zeitungsartikel zu einer brennenden Tagesfrage. Wien: Selbstverlag, 1938.
- Der ehrwürdige Diener Gottes Fr. Baptist Stöger C.Ss.R.: eine Skizze. Wien, 1951.
- Eine Stunde bei P. Hofbauer: ein Bühnenbild [Nachdruck]. Wien, 1979.